# Marmoraia
Marmoraia è una località del comune italiano di Casole d'Elsa, nella provincia di Siena, in Toscana.
Il piccolo abitato di Marmoraia, il cui nome deriva dall'abbondanza nella zona del marmo giallo, è composto da poche case sparse e dalla interessante chiesa romanica. L'abitato ha la caratteristica di conservare ancora gran parte della fortificazione medievale, che nasconde la facciata della chiesa, alla quale si accede attraverso una porta praticata nella cortina muraria difensiva, la quale mostra una croce a otto punte sul concio di chiave.

## Storia
Il borgo di Marmoraja nacque in epoca alto-medievale come centro castellano fortificato dotato di un'importante pieve, e fu padronato nel XII secolo della famiglia dei conti Staggia di casa Franzesi. Il 10 agosto 1165 fu rogato a Marmoraia un documento nel quale Bonone di Filippo vendeva all'abate Ugo della badia a Isola tutti i territori sui quali aveva giurisdizione nel piviere di Marmoraia. Sempre presso la pieve, il 7 settembre 1181 fu stipulata la pace tra Siena e monsignor Ugone, vescovo di Volterra, circa una disputa sullo sfruttamento delle miniere di Montieri. Marmoraja è ricordata anche nella bolla pontificia del 1189 di papa Clemente III diretta a Bono, vescovo di Siena, nella quale si confermava la pertinenza del piviere di Marmoraia all'arcidiocesi di Siena.
A Marmoraia esisteva una fortezza, distrutta dall'esercito imperiale il 19 maggio 1554 durante la guerra di Siena.
Marmoraia contava 266 abitanti nel 1833.

## Monumenti e luoghi d'interesse
- Pieve dei Santi Maria e Gervasio
- Castello di Marmoraia, ruderi
- Mura di Marmoraia, ruderi
- Cimitero di Marmoraia

## Galleria d'immagini

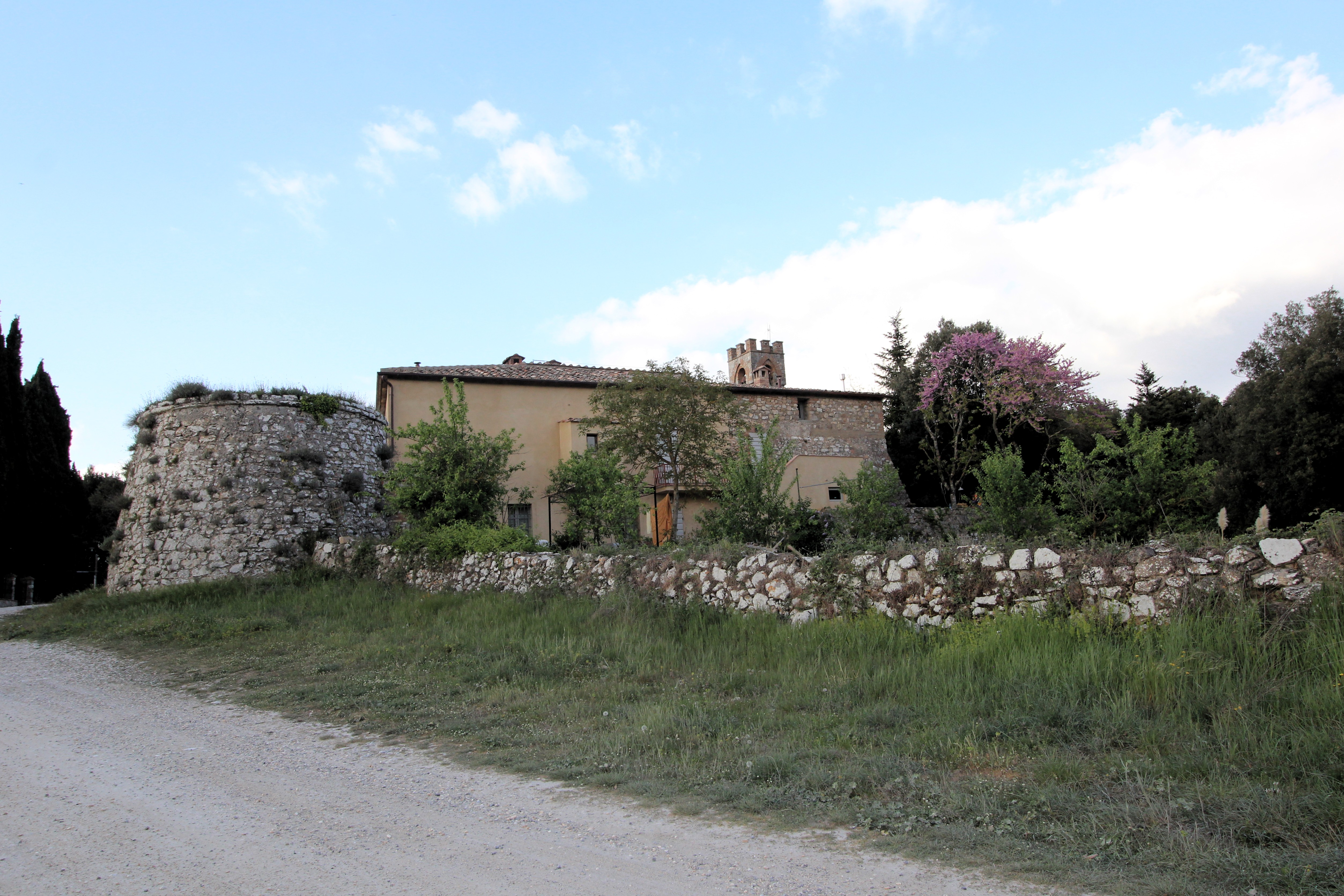
Parziale veduta del borgo
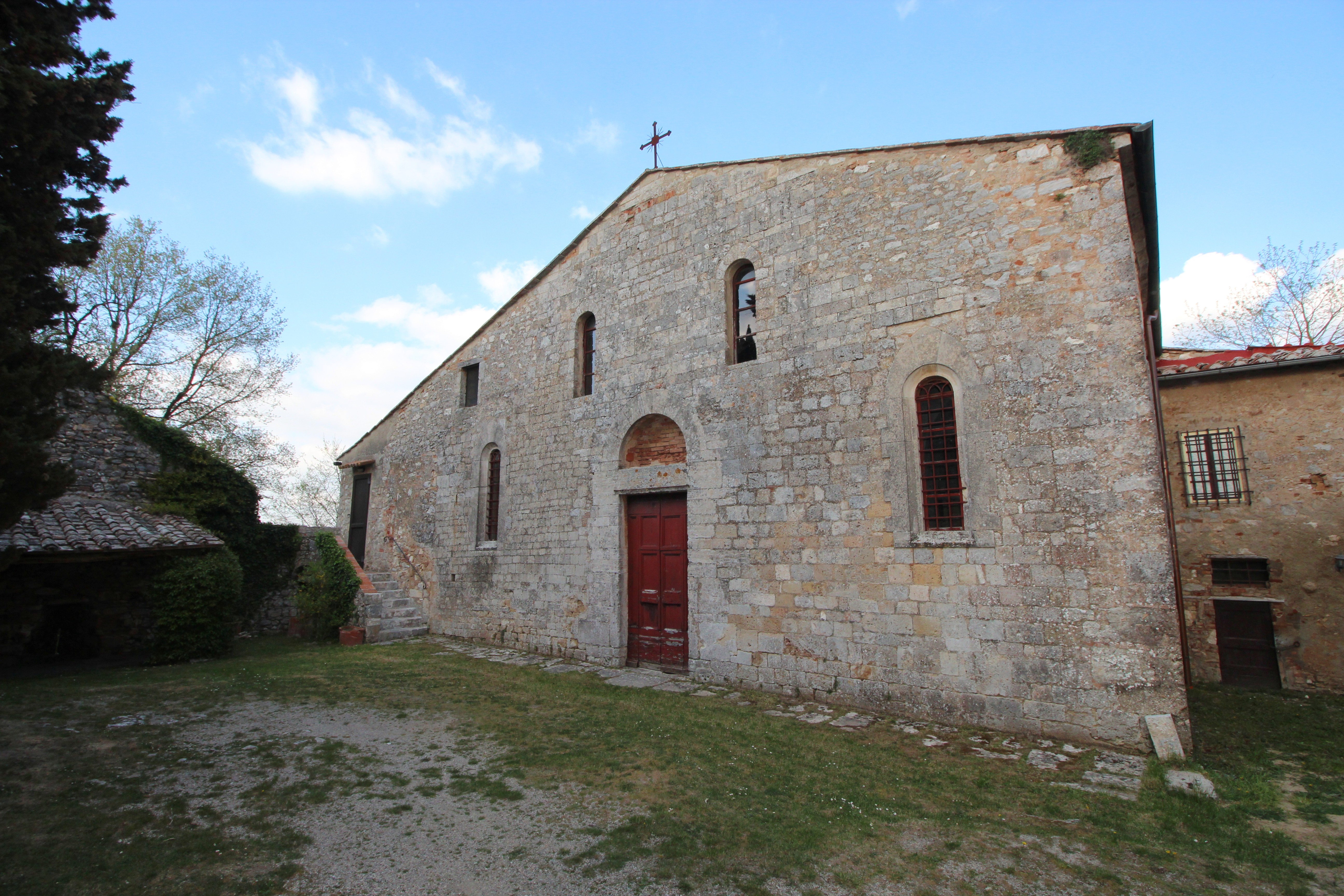
La pieve dei Santi Maria e Gervasio
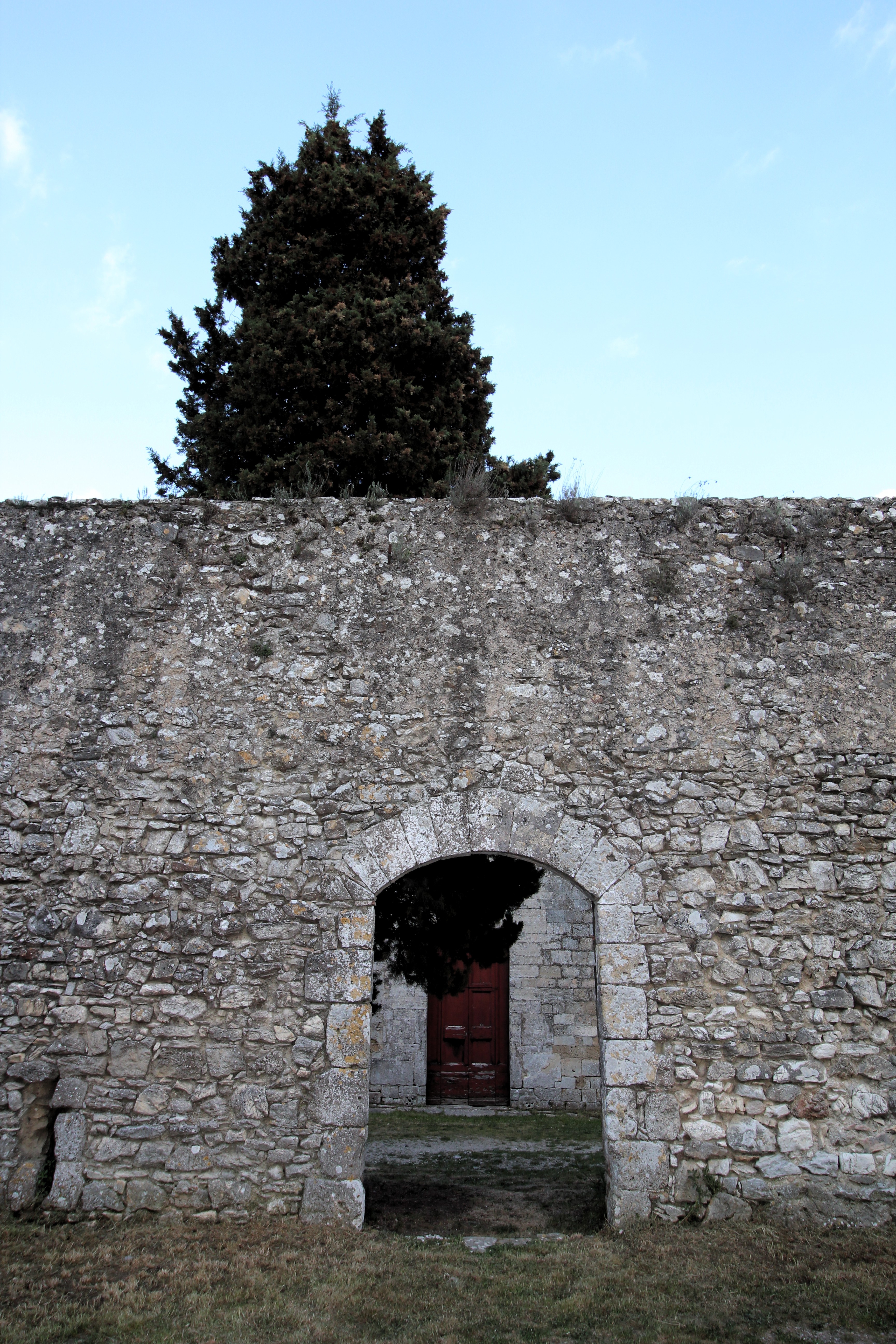
Le mura con la porta d'accesso